# تشارلز كريستوفر فروست
تشارلز كريستوفر فروست (بالإنجليزية: Charles Christopher Frost) هو أخصائي فطريات وعالم نبات أمريكي، ولد في 11 نوفمبر 1805 في براتلبورو في الولايات المتحدة، وتوفي في 16 مارس 1880.